# China Electronics Corporation
China Electronics Corporation (CEC) — китайський державний конгломерат, який представлений в чотирьох основних сферах: напівпровідники та електронні компоненти, комп'ютерні технології і пристрої, телекомунікаційні мережі та термінали, цифрова побутова електроніка. CEC володіє ексклюзивною ліцензією на виробництво і продаж мобільних телефонів під торговельною маркою Philips і Xenium.

## Історія
China Electronics Corporation заснована у 1989 році в результаті об'єднання кількох державних підприємств електронної промисловості. 
25 жовтня 1996 року дочірня компанія корпорації СЕС — SED Industry (Шеньчжень) разом з голландською фірмою Philips створило спільну компанію Philips-SED Consumer Communications (Шеньчжень), яку 28 грудня 2001 року перейменували в Shenzhen Sang Fei Consumer Communications. З 2001 року голландська компанія Philips перенесла розробку та виробництво мобільних телефонів до Китаю, на спільне підприємство з China Electronics Corporation. У 2007 році CEC придбала підрозділ з випуску мобільних телефонів Philips (зокрема права на використання бренду Philips).
12 лютого 2007 року, після більш ніж десятирічної успішної співпраці, корпорація СЕС підписала з компанією Philips угоду про придбання виробництва мобільних телефонів марки Philips по всьому світу. 1 квітня того ж року компанії Sang Fei було офіційно передано виробництво мобільних телефонів марки Philips по всьому світу.
У серпні 2020 року, Міністерство оборони США внесло China Electronics Corporation до списку фірм, тісно пов'язаних із НОАК.

## Діяльність
China Electronics Corporation та її дочірні структури виробляють мікросхеми, комп'ютери, сервери, монітори, телевізори, телекомунікаційне та супутникове обладнання (у тому числі маршрутизатори та мережеві комутатори), мобільні телефони, ресивери цифрового телебачення (тюнери), принтери, блоки живлення, оптико-волоконні кабелі, лазерне обладнання, системи управління військами, системи кібербезпеки, системи стеження, бортову авіаційну та космічну електроніку, радари, сонячні панелі, трансформатори, генератори, системи дорожнього освітлення, вимірювальні прилади, медичне обладнання, автомобільну та залізничну електроніку, смарт-карти, програмне забезпечення.
Найбільш відомими продуктами China Electronics Corporation є інтегральні схеми (чіпи) та центральні процесори Phytium, операційні системи Kylin, Ubuntu Kylin та OpenKylin, ігрові консолі Great Wall, дисплеї TPV та Panda.
В 2023 році, з метою знизити залежність від технологій США, в Китаї, за участю компанії China Electronics Corporation, було розроблено першу національну операційну систему з відкритим кодом, яка отримала назву OpenKylin. Згідно повідомлення агентства Reuters, нова операційна система заснована на Linux та підтримується спільнотою з 4000 розробників. ЇЇ можна використовувати на комп'ютерах та планшетах з архітектурами x86, ARM та RISK-V. Платформа використовуватиметься у китайській космічній програмі, а також у фінансовій та енергетичній галузях країни.